# 陳子壯
陳子壯（1596年—1647年），字集生，號秋濤。廣東南海縣沙貝村（今廣州白雲區金沙街道沙貝社區）人。明末及南明政治人物。永曆時官東閣大學士兼兵部尚書，謀求收復廣州，兵敗殉國。

## 生平
陳子壯出生廣州九曜坊之杲日堂故宅，四歲能文、七歲能詩，萬曆四十三年（1615年）乙卯科廣東鄉試第八名舉人，四十七年己未（1619年）成一甲第三名進士（探花），授翰林院編修。魏忠賢欲延為己用，被陳婉拒，魏忠賢大怒：“何物陳子壯，竟敢逆我意！”天啟四年（1624年），自翰林院去浙江主持鄉試，策論〈歷代宦官之禍〉，為魏黨所忌，遂罷職，定居鹽倉街。
崇禎元年（1628年）起復原職，升官左春坊左諭德，丁憂，起升少詹事，五年纂修玉牒，六年升禮部右侍郎、兼侍讀學士。後因朱姓案下獄，不久罷歸鄉里。崇禎十年（1637年）在廣州白雲山辟雲淙書院，次年修禊南園，與其弟陳子升及黎遂球、區懷瑞、曾道唯等12人修復南園詩社，世稱南園十二子。後在禺山書院授徒講學。弘光時，為禮部尚書。
隆武二年（1646年），廣州城陷，陳子壯與弟陳子升捐資募兵，在南海九江舉旗誓師，永曆帝授以東閣大學士兼兵部尚書。陈邦彦同陈子壮密谋攻取省城，同广州城内的原明朝广州卫指挥使杨可观、杨景晔秘密联系，“暗用桂字印票，号召多人”为内应，不料事洩，张贴檄文的家僮被清军捕获。後兵敗被俘至廣州，佟養甲下令將陳子壯“寸磔于教场”，與陳邦彥、張家玉合稱為“南明三忠”。諡號文忠。

## 家族
其家原籍廣東南海沙貝鄉。曾祖陳紹儒，南京工部尚書。祖父陳弘乘，贈平湖知縣。父陳熙昌，進士出身，官平湖知縣。弟陳子升攜母匿藏深山，其母知子壯已死，自縊死。子壯之妾張玉喬被李成棟納為內寵，常思反清復明，不久自刎死。

## 延伸阅读
[在维基数据编辑]
 《明史卷二百七十八》，出自《明史》
 在维基共享资源阅览影像